# Tiago Campagnaro
Tiago Antônio Campagnaro, mais conhecido como Tiago Campagnaro ou simplesmente Tiago (Campo Largo, 2 de Julho de 1983), é um ex-futebolista brasileiro que atuava como goleiro. Ganhou notoriedade por ter feito diversos gols, na sua maioria de pênaltis (marcou apenas dois de falta).

## Carreira

### Início da carreira
Começou sua carreira no Juventus da Mooca. Estreou no futebol profissional do Corinthians em uma partida pelo Campeonato Paulista de (10 de abril de 2005), contra a Portuguesa. Destacou-se com defesas importantes, assegurando o empate em 1 a 1.[carece de fontes?]
Após uma boa estreia, o goleiro teve uma nova chance de atuar como titular após o técnico, na ocasião Daniel Passarella, afastar o goleiro Fábio Costa por deficiência técnica. Mas Tiago não foi feliz nas novas oportunidades.[carece de fontes?]
Contra o Figueirense, na segunda partida das oitavas-de-final, o goleiro levou dois gols (Corinthians 0 - 2 Figueirense. 4 de maio de 2005), o que levou a partida para os pênaltis, já que o Corinthians havia ganho a primeira partida pelo mesmo placar. Na disputa, o time de Santa Catarina levou a melhor, com a última cobrança sendo desperdiçada pelo então jogador do Corinthians Roger.[carece de fontes?]
Após ver seu time ser desclassificado pelo Figueirense, o goleiro foi escalado contra o São Paulo (Corinthians 1- 5 São Paulo, 8 de maio de 2005) e sofreu cinco gols. Depois desse jogo só teve mais uma oportunidade, já com um novo técnico (Márcio Bittencourt), em sua única vitória como titular (Corinthians 2 -1 Atlético Paranaense, 15 de maio de 2005).[carece de fontes?]

### Portuguesa
Saiu do Corinthians em 2006 com o título de Campeão Brasileiro de 2005. Alcançou a posição de titular do gol da Portuguesa no Campeonato Paulista da Série A2 em 2007, destacando-se a cada jogo apenas por marcar gols. Destaca-se como batedor de pênaltis da equipe paulistana, já sendo chamado de "Tiago Ceni" em alusão ao goleiro-artilheiro Rogério Ceni. Em 2008, num confronto entre o seu clube, Vasco da Gama e o clube de Rogério Ceni, São Paulo, Tiago sofreu dois gols exatamente de Rogério. Um de pênalti e outro de falta..
Em 2007, Tiago foi o goleiro com mais gols no Brasil, foram 13 no total, contra 10 do rival e ídolo Rogério Ceni, sendo 9 na disputa da Séria B do Campeonato Brasileiro. Seus gols ajudaram a Portuguesa a regressar à Série A do Campeonato Brasileiro, despertando a atenção de outros clubes.

### Vasco da Gama
Após negociações, Tiago transferiu-se para o Vasco da Gama, assinando um contrato de três anos.. Com o gol marcado, de pênalti, contra o Mesquita na Taça Guanabara de 2008, tornou-se o primeiro goleiro, na história do clube carioca, a marcar um gol durante uma partida..
No dia 4 de fevereiro de 2009, completou 50 partidas com a camisa do Vasco na vitória por 3 a 1  sobre a equipe do Resende, partida válida pela Taça Guanabara, marcando inclusive um gol de pênalti.[carece de fontes?]

### Bahia
No dia 16 de dezembro de 2010 Tiago é anunciado como novo reforço do Bahia vindo de empréstimo. Porém, foi afastado do clube devido as más atuações, mas após voltar a se destacar nos treinos, tem sido constantemente relacionado para os jogos.

### Ceará
Em dezembro de 2012, acertou, para 2013, com o Ceará. Sem muitas oportunidades, rescindiu o contrato com o Ceará.

### Avaí
No dia 22 de maio de 2013, acertou até o final do ano com o Avaí, para disputar a Série B.

### Treze
Teve seu contrato rescindido, no final de novembro, após o fracasso do Avaí, e, acertou para 2014, com o Treze.

### Retorno ao Ceará
Em julho de 2014, após está sem clube, mantendo a forma física na Escola do Zetti, Tiago acertou seu retorno ao Ceará.
Depois da sua estreia emocionante contra o Internacional no Estádio Beira Rio, vencendo na Copa do Brasil por 2 a 1, foi considerado um dos melhores dessa partida.

### Red Bull Brasil
Em 7 de janeiro de 2016, Tiago foi contratado pelo Red Bull Brasil com contrato até o fim do Campeonato Paulista.

### Batatais
Em 30 de março de 2017, Tiago foi anunciado pelo Batatais, para o restante do Paulistão A2.

## Títulos
Corinthians
- Campeonato Brasileiro: 2005

Portuguesa
- Campeonato Paulista - Série A2: 2007

Vasco
- Campeonato Brasileiro - Série B: 2009
- Copa da Hora: 2010

Ceará
- Campeonato Cearense: 2013
- Copa do Nordeste: 2015

## Estatísticas
Até 8 de agosto de 2015.
| Clube             | Temporada         | Campeonato nacional | Campeonato nacional | Copa nacional[a] | Copa nacional[a] | Competições continentais[b] | Competições continentais[b] | Outros torneios[c] | Outros torneios[c] | Jogos amistosos[d] | Jogos amistosos[d] | Total | Total |
| Clube             | Temporada         | Jogos               | Gols                | Jogos            | Gols             | Jogos                       | Gols                        | Jogos              | Gols               | Jogos              | Gols               | Jogos | Gols  |
| ----------------- | ----------------- | ------------------- | ------------------- | ---------------- | ---------------- | --------------------------- | --------------------------- | ------------------ | ------------------ | ------------------ | ------------------ | ----- | ----- |
| Ceará             | 2013              | 0                   | 0                   | 1                | -3               | -                           | -                           | 0                  | 0                  | 1                  | -1                 | 2     | -4    |
| Ceará             | 2014              | 1                   | -2                  | 1                | -1               | -                           | -                           | 0                  | 0                  | -                  | -                  | 2     | -3    |
| Ceará             | 2015              | 13                  | -18                 | 2                | 0                | -                           | -                           | 1                  | -3                 | -                  | -                  | 16    | -21   |
| Ceará             | Total             | 14                  | -20                 | 4                | -4               | -                           | -                           | 1                  | -3                 | 1                  | -1                 | 20    | -28   |
| Avaí              | 2013              | 4                   | -4                  | -                | -                | -                           | -                           | 0                  | 0                  | -                  | -                  | 4     | -4    |
| Avaí              | Total             | 4                   | -4                  | -                | -                | -                           | -                           | 0                  | 0                  | -                  | -                  | 4     | -4    |
| Treze             | 2014              | 0                   | 0                   | -                | -                | -                           | -                           | 1                  | -2                 | 0                  | 0                  | 1     | -2    |
| Treze             | Total             | 0                   | 0                   | -                | -                | -                           | -                           | 1                  | -2                 | 0                  | 0                  | 1     | -2    |
| Total na carreira | Total na carreira | 18                  | -24                 | 4                | -4               | 0                           | 0                           | 2                  | -5                 | 1                  | -1                 | 25    | -34   |

- a. ^ Jogos da Copa do Brasil
- b. ^ Jogos da Copa Sul-Americana e Libertadores
- c. ^ Jogos do Campeonato Cearense, Campeonato Carioca e Copa do Nordeste
- d. ^ Jogos amistosos